# Utfrysning
Utfrysning är en form av social avvisning eller emotionellt distanserande. Det är en av metoderna som kan förekomma vid mobbning.
Social avvisning uppstår när en person eller grupp avsiktligt undviker att associeras med, och vanemässigt undanhåller sig en individ eller grupp. Det kan vara efter ett formellt beslut av en grupp, eller att en mindre formell grupphandling sprider sig till alla i gruppen som en form av solidaritet. Det är en sanktion mot association som oftast ses i religiösa grupper eller andra grupper med stark sammanhållning.
Offer för utfrysning kan vara personer som har etiketterats som avfällingar, visselblåsare, dissidenter, strejkbrytare eller vem som helst som gruppen uppfattar som ett hot eller som en källa för konflikt.
Social avvisning har visat sig orsaka psykisk skada och har kategoriserats som tortyr och bestraffning.

## Formellt bruk
Social avvisning har varit en påföljd som använts i sedvanerätt. I några av det forna Greklands demokratiskt styrda stater förekom ostracism, omröstningar där personer som ansågs farliga för folkfriheten landsförvisades. Straffet kasepekang i Bali är att likna med en social och spirituell dödsdom.
I en religiös kontext är utfrysning ett formellt beslut av ett samfund eller en församling att sluta interagera med en individ eller en grupp. Det skiljer sig från, men kan liknas vid, exkommunikation.

## Påtvingade markörer
Genom historien har det förekommit, och föreslagits, att utfrysta personer tvingas att själva signalera sin status som utstött:
- Stympning har förekommit som straff för vissa brott vid vissa tider och platser i historien. Läppar, tunga, bröst, händer, könsorgan, näsa, öron har förit föremål för stympning.[1]
- Under medeltiden förekom att människor med lepra (spetälska) tvingades bära en svart kappa och vid ärenden utanför leprosoriet skulle hålla sig mitt på vägen och hela tiden skramla med en träskallra.[2] Vissa spetälska fick små bjällror insydda i kläderna för att det skulle höras när de kom.[2]
- Under utbrottet av aids i Sverige på 1980-talet föreslogs att hela befolkningen skulle testas, att de smittade skulle registreras och märkas med en tatuering.[3]